# 2020 en Afghanistan
Chronologie de l'Afghanistan
- 2016
- 2017
- 2018
- 2019
- 2020
- 2021
- 2022
- 2023
- 2024

Cet article présente les faits marquants de l'année 2020 en Afghanistan.

## Évènements
- 27 janvier : accident aérien de l'E-11A de l'US Air Force dans la province de Ghazni.
- 18 février : la Commission électorale afghane annonce que le président sortant Ashraf Ghani est vainqueur de l'élection présidentielle afghane de 2019 avec 50.6% des voix[1], son adversaire Abdullah Abdullah dénonce des fraudes, refuse de reconnaître les résultats et monte un gouvernement parallèle[2].
- 29 février : un accord « historique » entre les États-Unis et les talibans est signé à Doha (Qatar)[3].
- 3 mars : un attentat à la moto-piégée contre un match de football dans la province de Khost provoque 3 morts et 11 blessés[4] ; l'attentat n'est pas revendiqué, mais la police afghane suspecte les Talibans, ce qui implique la fin de la trêve qui avait cours depuis le 22 février entre eux et les Forces armées afghanes, seulement deux jours après l'accord de paix avec les États-Unis[4].

- 6 mars : deux djihadistes attaquent avec des armes automatiques, des grenades et des lance-roquettes, un meeting politique et rassemblement commémoratif de la mort d'Abdul Ali Mazari à Kaboul où se trouvaient des hommes politiques afghans importants, dont Abdullah Abdullah (ancien premier ministre et chef d'un gouvernement parallèle depuis qu'il revendique la victoire à l'élection présidentielle afghane de 2019), Hamid Karzai (ancien président de l'Afghanistan) et Salahuddin Rabbani (ancien premier ministre)[5],[6] ; tous les hommes politiques survivent, mais l'attentat provoque 29[5] ou 32[6] morts, dont des femmes et des enfants, et au moins 58 blessés[6] ; les deux assaillants sont abattus par la police, Daech revendique l'attentat[5].
- 1 mai : 17 immigrants afghans se sont noyés après avoir tenté d'entrer sur le territoire iranien. Ils auraient été torturés par les soldats iraniens.
- 12 mai : trois attaques frappent le pays et relancent les hostilités entre le gouvernement et les Talibans[7] :
  - Trois hommes armés et déguisés en policiers attaquent une maternité gérée par MSF à Kaboul, dans un quartier habité par la minorité hazaras, et tuent au moins 16 personnes (dont des mères, des enfants, et des infirmières) avant que les forces spéciales afghanes n'évacuent les survivants, le gouvernement accuse les Talibans[7].
  - Une explosion tue un enfant dans la province de Khost[8].
  - Une attaque vise un enterrement d'un commandant de police dans le sud du pays et fait au moins 37 morts, cet attentat est revendiqué par l'État islamique[7],[8].
- 17 mai :
  - un accord de partage du pouvoir est signé entre le gouvernement officiel d'Afghanistan dirigé par le président Ashraf Ghani, et le gouvernement parallèle mené par l'opposant Abdullah Abdullah, dans le but de mettre fin à la crise politique qui dure depuis mars et ainsi améliorer les négociations et la lutte contre les Talibans et la pandémie de covid-19[9] ; l'accord prévoit d'accorder la moitié des postes du gouvernement aux membres de l'ancien gouvernement parallèle, dont le poste de Haut-négociateur du Conseil pour la réconciliation nationale à Abdullah (en raison de son expérience en tant que diplomate) et la tête des Forces armées afghanes au général Dostum[10] ;
  - un attentat à la voiture-piégée revendiqué par les Talibans contre un bâtiment des services de renseignement afghans à Ghazni provoque 9 morts et une quarantaine de blessés, tous membres de ces services[11].
- 2-3 août : alors que le gouvernement et les Talibans sont en trêve pour fêter l'Aïd al-Adha, trois bombes dont une voiture-piégée explosent devant une prison de Jalalabad puis des affrontements par balles opposent le personnel pénitencier et des assaillants, 29 personnes (forces de sécurité, civils et prisonniers confondus) et quelques dizaines sont blessés, 10 assaillants sont abattus ; 700 prisonniers - majoritairement des membres des Talibans et de Daech capturés - s'évadent, 400 étaient rattrapés au 3 août au soir mais 300 restaient en fuite ; l'État islamique revendique l'attaque[12], qu'il a peut-être menée en représailles à la mort d'Assadullah Orakzai, un haut responsable de l'organisation djihadiste abattu quelques jours plus tôt par les services de renseignement afghans[13].
- 25 août : une crue éclair à Tcharikar cause au moins 100 morts et plus d'une centaine de blessés[14], en prenant en compte une série de crues plus petites qui arrivent ailleurs dans le pays dans la semaine, entre le 25 et le 28 août il y a au moins 162 décès provoqués par les inondations, plus dans la province de Parwan la destruction de 200 maisons, la mort de 600 animaux d'élevage et le déplacement d'un millier de familles[15].
- 9 septembre : à Kaboul une charrette-piégée explose sur le convoi du vice-président Amrullah Saleh, provoquant également l'explosion d'un magasin de bouteilles de gaz qui se trouvait à côté, Saleh lui-même n'est que légèrement blessé à la main, mais l'attentat fait au moins 10 morts et plus de 30 blessés (gardes du corps et civils confondus)[16] ; bien que Saleh soit sur la liste talibane de personnes à tuer et qu'ils aient déjà tenté plusieurs fois de l'assassiner, à la fois en tant que membre du gouvernement et combattant anti-Talibans dans les années 1990 (il était l'aide du Commandant Massoud), dans ce cas précis le groupe nie être à l'origine de cette attaque, alors que des négociations de paix entre eux et le gouvernement sont sur le point de démarrer[16].
- 12 septembre : des négociations de paix s'ouvrent à Doha, au Qatar, entre le gouvernement afghan et les Talibans[17].
- 24 octobre : un attentat à Kaboul fait au moins trente morts.
- 2 novembre : un attentat contre l'université de Kaboul fait au moins 32 morts.